# Agrilus zim
Agrilus zim – gatunek chrząszcza z rodziny bogatkowatych i podrodziny Agrilinae.
Gatunek ten opisany został w 2019 roku przez Eduarda Jendeka i Wasilija Griebiennikowa na łamach Zootaxa. Jako miejsce typowe wskazano okolice Kampong Dong w górach Benom w Malezji.
Chrząszcz o wrzecionowatym w zarysie ciele długości 5,2 mm. Wierzch ciała jest jednobarwny. Głowa wyposażona jest w oczy złożone o średnicy nie mniejszej niż połowa szerokości ciemienia. Czułki mają piłkowanie zaczynające się od czwartego członu. Przedplecze jest podłużne do kwadratowego, najszersze pośrodku; ma szeroki płat przedni na wysokości przednich kątów, lekko łukowate i z tyłu zafalowane brzegi boczne oraz ostre kąty tylne. Na powierzchni przedplecza występują wciski pełny środkowy i para wąskich wcisków bocznych. Prehumerus  jest rozwinięty w formę żebrowatą. Boczne żeberka przedplecza są umiarkowanie zbieżne. Pokrywy mają dwubarwne owłosienie układające się w łaty lub plamy, ząbkowane krawędzie oraz osobno wyostrzone wierzchołki. Przedpiersie ma łukowatą odsiebną krawędź płata i wgnieciony wyrostek międzybiodrowy o prawie równoległych bokach. Wyrostek międzybiodrowy zapiersia jest płaski. Odwłok ma niezmodyfikowany pierwszy z widocznych sternitów (wentryt) oraz łukowatą wierzchołkową krawędź pygidium.
Owad orientalny, endemiczny dla Malezji, znany tylko z lokalizacji typowej w stanie Pahang.